# Ives Noir
Ives Noir ist eine US-amerikanische Rotweinsorte. Im Jahr 1844 wurde die Sorte vom privaten Rebzüchter H. Ives in Cincinnati, Ohio, entdeckt und züchterisch weiterbearbeitet. Bei der Sorte handelt es sich um einen Sämling eines offen abgeblühten Rebstock der Sorte Hartford (Vitis labrusca).
Rebflächen sind auch heute noch in den Vereinigten Staaten bekannt (→  Weinbau in New York, Weinbau in New Jersey, Weinbau in Ohio) mit Herkunftsbezeichnungen wie Cayuga Lake AVA. Aufgrund der großen Toleranz gegenüber Pilzkrankheiten findet man die Sorte auch im feuchtwarmen Klima Brasiliens und Australiens.
Siehe auch den Artikel Weinbau in den Vereinigten Staaten, Weinbau in Australien und Weinbau in Brasilien sowie die Liste von Rebsorten.
Abstammung: Hartford, offen abgeblüht

## Synonyme
Die Rebsorte Ives Noir ist unter den Namen Bordo oder Tercy in Brasilien, Ives, Ives Madeira, Ives Seedling, Ives´s Madeira Seedling und Kittredge bekannt.